# Bartomeu Jaume i Canyelles
Bartomeu Jaume de s'Arboçar i Canyelles (Santa Maria del Camí, 1765 - Palma, 1844) va ser un historiador i prevere mallorquí.
Va néixer a s'Arboçar de Santa Maria del Camí. Realitzà els estudis superiors a l'Estudi General Lul·lià. Després de romandre (1795) a Barcelona i Madrid, el bisbe Nadal el nomenà el seu capellà d'honor. Durant tres anys exercí interinament el càrrec de professor de teologia de la Universitat Balear. El 1800 fou nomenat paborde de la Seu de Mallorca. Va ser director de la Casa d'Expòsits, institució benèfica per a la qual adquirí una casa.
Com a historiador és autor de les miscel·lànies Coanegra i Baratillo, obres que es troben a l'Arxiu del Regne de Mallorca. També recopilà Miscelánea del Archivo del Real Patrimonio que es troba a la Biblioteca Balear de la Real. Publicà un escrit sobre sobre la basílica paleocristiana a Son Fiol, a Santa Maria del Camí.
El 1964 fou proclamat fill il·lustre de Santa Maria del Camí.